# Роско (Њујорк)
Роско (енгл. Roscoe) насељено је место без административног статуса у америчкој савезној држави Њујорк.

## Демографија
По попису из 2010. године број становника је 541, што је 56 (-9,4%) становника мање него 2000. године.
| Група             | 2000.       | 2010.       |
| Белци             | 562 (94,1%) | 496 (91,7%) |
| Афроамериканци    | 7 (1,2%)    | 8 (1,5%)    |
| Азијати           | 10 (1,7%)   | 7 (1,3%)    |
| Хиспаноамериканци | 12 (2,0%)   | 28 (5,2%)   |
| Укупно            | 597         | 541         |